# (5306) Fangfen
(5306) Fangfen est un astéroïde de la ceinture principale.

## Description
(5306) Fangfen est un astéroïde de la ceinture principale. Il fut découvert le 25 janvier 1980 à Harvard par l'observatoire de l'université Harvard. Il présente une orbite caractérisée par un demi-grand axe de 2,86 UA, une excentricité de 0,07 et une inclinaison de 3,1° par rapport à l'écliptique.

## Compléments